# Byers (Texas)
Byers je město v okrese Clay County ve státě Texas ve Spojených státech amerických. V roce 2020 zde žilo 454 obyvatel a s celkovou rozlohou 2,6 km² byla hustota zalidnění 172,5 obyvatel na km².

## Geografie
Byers se nachází na 34°4′13″ s. š., 98°11′27″ z. d..